# Rostelecom Cup 2011
Rostelecom Cup 2011 – szóste, a zarazem ostatnie w kolejności zawody łyżwiarstwa figurowego z cyklu Grand Prix 2011/2012. Zawody rozgrywano od 24 do 27 listopada 2011 roku w hali Megasport Arena w Moskwie.
Zwycięzcą wśród solistów został reprezentant Japonii Yuzuru Hanyū. W rywalizacji kobiet triumfowała jego rodaczka Mao Asada. Wśród par sportowych złoto zdobyła para niemiecka Alona Sawczenko i Robin Szolkowy, natomiast wśród par tanecznych zwyciężyli Amerykanie Meryl Davis i Charlie White.

## Wyniki

### Soliści

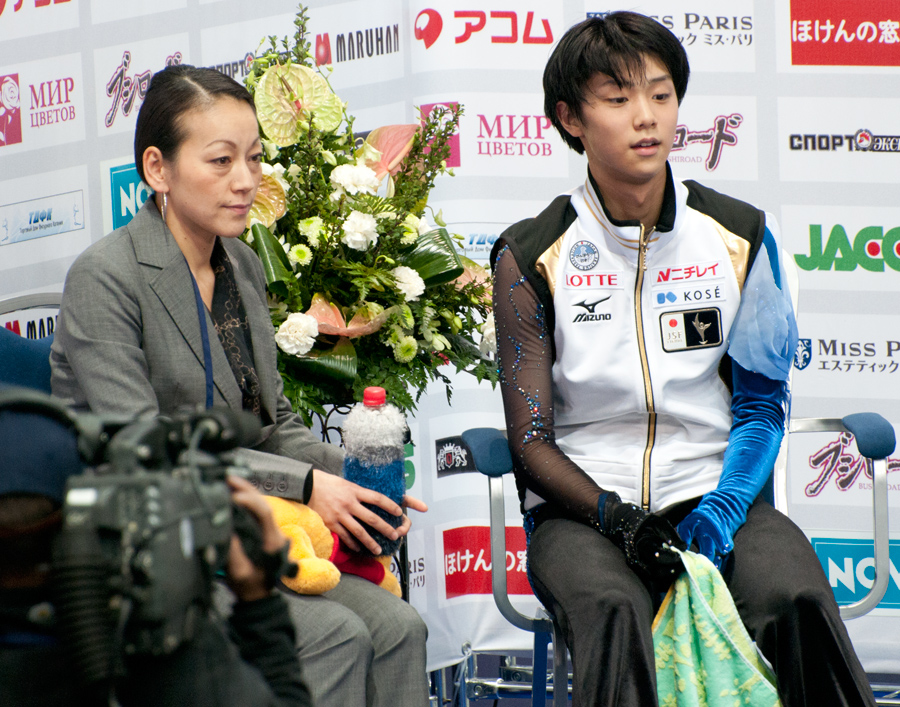
Zwycięzca wśród solistów Japończyk Yuzuru Hanyū z trenerką w Kiss and cry

| Poz. | Zawodnik            | Nota łączna | SP | SP    | FS | FS     |
| ---- | ------------------- | ----------- | -- | ----- | -- | ------ |
| 1    | Yuzuru Hanyū        | 241,66      | 2  | 82,78 | 2  | 158,88 |
| 2    | Javier Fernández    | 241,63      | 4  | 78,50 | 1  | 163,13 |
| 3    | Jeremy Abbott       | 229,08      | 1  | 83,54 | 5  | 145,54 |
| 4    | Michal Březina      | 226,35      | 3  | 79,01 | 3  | 147,34 |
| 5    | Artur Gaczinski     | 221,43      | 5  | 74,73 | 4  | 146,70 |
| 6    | Andrei Rogozine     | 197,85      | 7  | 65,11 | 7  | 132,74 |
| 7    | Siergiej Woronow    | 197,19      | 8  | 61,15 | 6  | 136,04 |
| 8    | Konstantin Mieńszow | 192,68      | 9  | 60,91 | 8  | 131,77 |
| 9    | Brandon Mroz        | 185,49      | 6  | 69,35 | 9  | 116,14 |

### Solistki

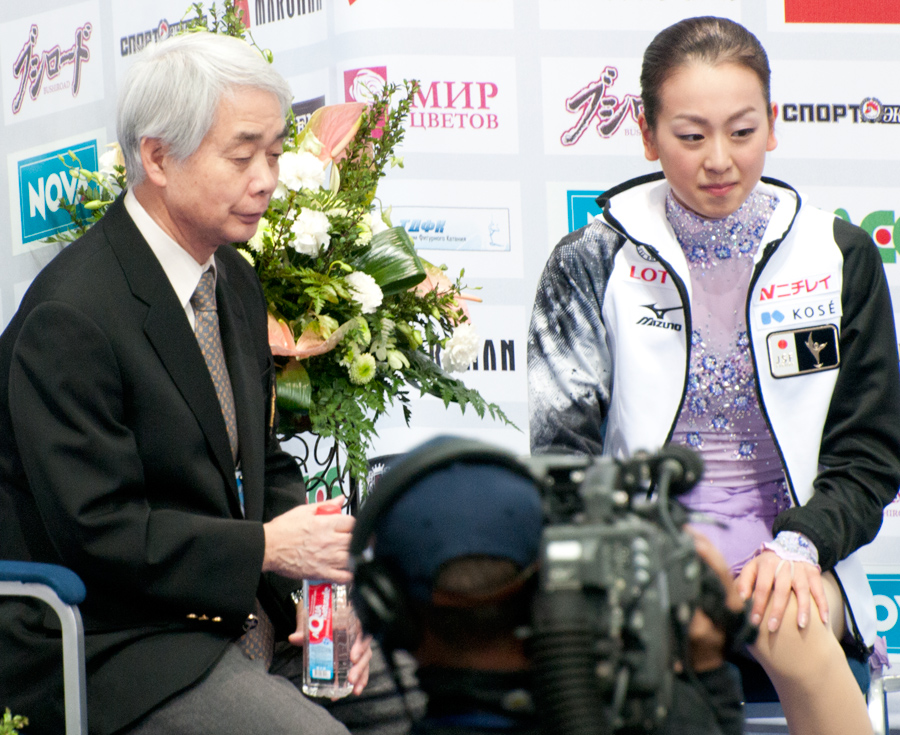
Zwyciężczyni wśród solistek Japonka Mao Asada z trenerem

| Poz. | Zawodniczka       | Nota łączna | SP | SP    | FS | FS     |
| ---- | ----------------- | ----------- | -- | ----- | -- | ------ |
| 1    | Mao Asada         | 183,25      | 1  | 64,29 | 1  | 118,96 |
| 2    | Alona Leonowa     | 180,45      | 2  | 63,91 | 2  | 116,54 |
| 3    | Adelina Sotnikowa | 169,75      | 3  | 57,79 | 3  | 111,96 |
| 4    | Sofja Biriukowa   | 166,07      | 4  | 56,30 | 4  | 109,77 |
| 5    | Kiira Korpi       | 160,92      | 5  | 55,81 | 5  | 105,11 |
| 6    | Haruka Imai       | 154,76      | 6  | 55,20 | 6  | 99,56  |
| 7    | Agnes Zawadzki    | 149,38      | 7  | 53,81 | 8  | 95,57  |
| 8    | Amélie Lacoste    | 148,48      | 9  | 50,63 | 7  | 97,85  |
| 9    | Rachael Flatt     | 147,63      | 8  | 53,36 | 9  | 94,27  |
| 10   | Christina Gao     | 117,77      | 10 | 39,64 | 10 | 78,13  |

### Pary sportowe

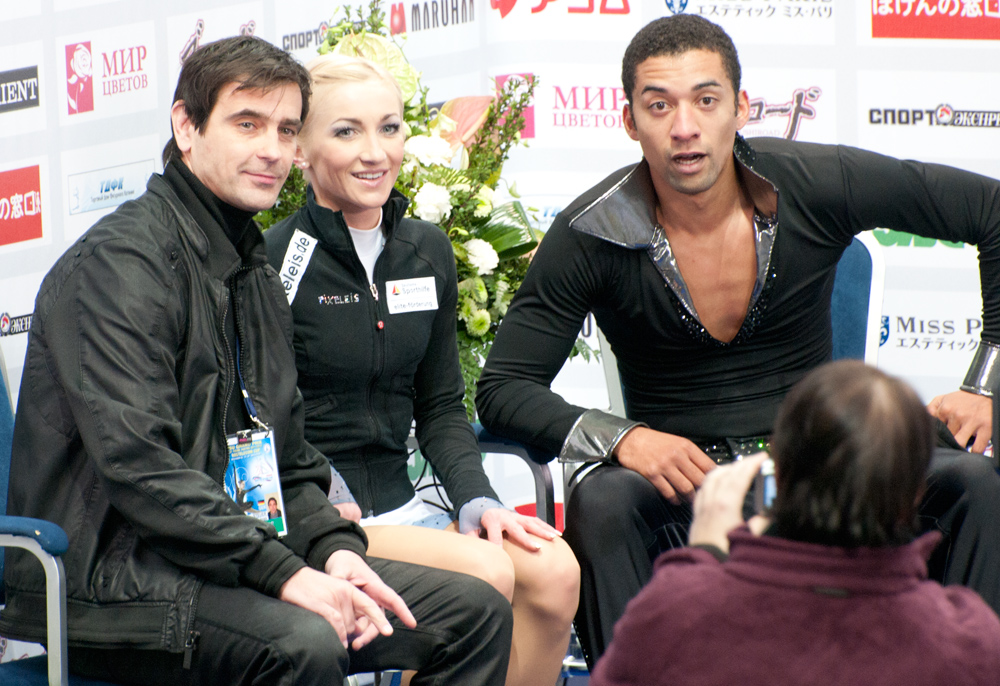
Zwycięzcy w parach sportowych Alona Sawczenko / Robin Szolkowy (GER) z trenerem Ingo Steuerem

| Poz. | Zawodnicy                              | Nota łączna | SP | SP    | FS | FS     |
| ---- | -------------------------------------- | ----------- | -- | ----- | -- | ------ |
| 1    | Alona Sawczenko / Robin Szolkowy       | 208,69      | 1  | 68,72 | 1  | 139,97 |
| 2    | Yūko Kawaguchi / Aleksandr Smirnow     | 197,84      | 2  | 65,17 | 2  | 132,67 |
| 3    | Stefania Berton / Ondřej Hotárek       | 168,02      | 3  | 60,13 | 3  | 107,89 |
| 4    | Ksienija Stołbowa / Fiodor Klimow      | 149,66      | 4  | 51,73 | 5  | 97,93  |
| 5    | Katarina Gierboldt / Aleksandr Enbiert | 148,94      | 7  | 47,40 | 4  | 101,54 |
| 6    | Ashley Cain / Joshua Reagan            | 138,02      | 5  | 49,03 | 6  | 88,99  |
| 7    | Brittany Jones / Kurtis Gaskell        | 136,54      | 6  | 47,76 | 7  | 88,78  |

### Pary taneczne

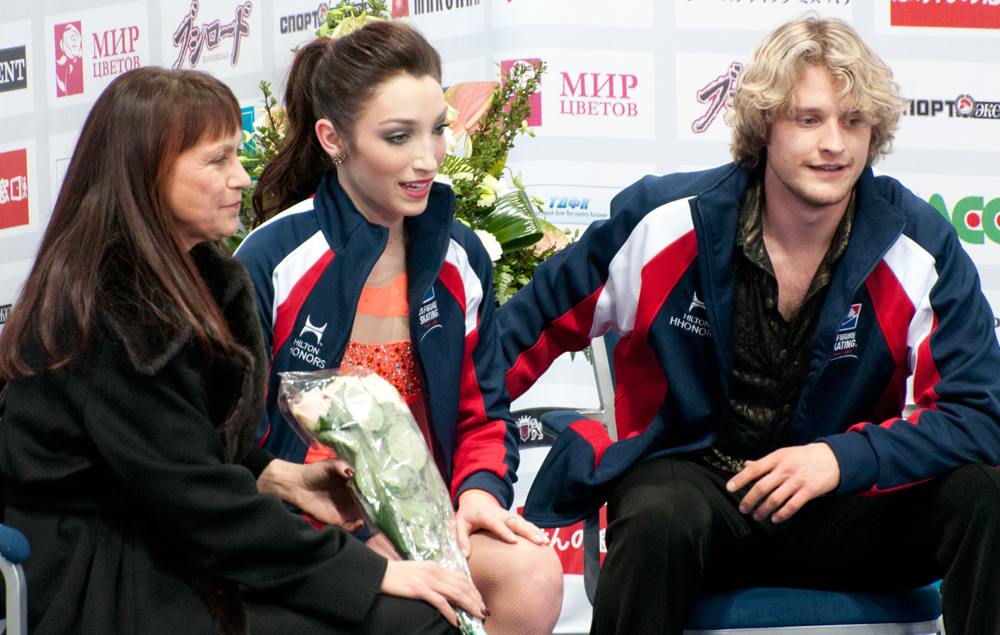
Zwycięska para taneczna Meryl Davis / Charlie White (USA) z trenerką Mariną Zujewą

| Poz. | Zawodnicy                                 | Nota łączna | SD | SD    | FD | FD     |
| ---- | ----------------------------------------- | ----------- | -- | ----- | -- | ------ |
| 1    | Meryl Davis / Charlie White               | 179,06      | 1  | 69,94 | 1  | 109,12 |
| 2    | Kaitlyn Weaver / Andrew Poje              | 161,18      | 2  | 64,45 | 2  | 96,73  |
| 3    | Jekatierina Bobrowa / Dmitrij Sołowjow    | 156,83      | 3  | 61,69 | 3  | 95,14  |
| 4    | Jekatierina Riazanowa / Ilja Tkaczenko    | 132,73      | 4  | 55,83 | 5  | 76,90  |
| 5    | Isabella Tobias / Deividas Stagniūnas     | 130,47      | 5  | 52,36 | 4  | 78,11  |
| 6    | Pernelle Carron / Lloyd Jones             | 126,04      | 7  | 50,52 | 6  | 75,52  |
| 7    | Jekatierina Puszkasz / Jonathan Guerreiro | 124,53      | 6  | 52,05 | 7  | 72,48  |